# Adelophasma
Adelophasma is een geslacht van wandelende takken uit de familie Anisacanthidae. De wetenschappelijke naam van dit geslacht is voor het eerst voorgesteld door Nicolas Cliquennois in een publicatie uit 2018.
Dit geslacht is monotypisch, dat wil zeggen dat het maar één soort heeft namelijk Adelophasma anjouanense Cliquennois, 2018 die op het eiland Anjouan van de Comoren voorkomt.